# Sinornis
Sinornis (Sinornis santensis) – kopalny ptak z grupy Euenantiornithes; jego nazwa znaczy „chiński ptak”.
Żył w okresie wczesnej kredy (ok. 124 mln lat temu) na terenach wschodniej Azji. Długość ciała ok. 14 cm, wysokość ok. 6 cm, masa ok. 20 g. Jego szczątki znaleziono w Chinach (w prowincji Liaoning).
Był ptakiem bardziej zaawansowanym, w porównaniu z archeopteryksem. Jego szczęki miały mniejsze zęby, na skrzydłach posiadał krótsze szpony. Jego kość ogonowa była znacznie zredukowana. Na mostku posiadał grzebień z chrząstki, który służył do przytwierdzenia znacznie silniejszych mięśni obsługujących skrzydła. Posiadał puste w środku kości pneumatyczne.